# Vz. 33步槍
Vz.33(krátká puška vz. 33)， 是一種捷克斯洛伐克生產的栓動式卡賓槍，採用毛瑟式結構，於20世紀30年代在布林諾的捷克兵工廠設計和生產，以取代捷克斯洛伐克使用的過時曼利夏M1895步槍。 製造商命名的為vz. 16/33（型號16/33）。 另一個版本（Vz. 12/33）是為拉丁美洲市場生產的，而在德國服役的Vz.33則命名為（Gewehr 33/40）。

## 設計
Vz. 12/33的設計部分基於毛瑟斯泰爾M12步槍，但這種卡賓槍大部分設計仍是來源於捷克斯洛伐克軍隊的制式步槍vz. 24步槍。然而，vz. 33有一個更輕、更薄的左接收器壁。與vz. 24步槍相比，vz. 33卡賓槍的重量明顯減輕了自由後坐力和較短的槍管增加了槍口爆炸和射擊過程中的閃光。

## 流行文化
- 2021年—《應徵入伍》：作為德國科技樹研發武器，命名為G33/40。